# Grote Markt (Lovanio)
Il Grote Markt (letteralmente in italiano "Mercato Grande"), è la piazza principale della città fiamminga di Lovanio, in Belgio.
Rappresenta il centro monumentale della città e una delle più belle piazze del Paese, circondata da notevoli edifici storici.

## Storia

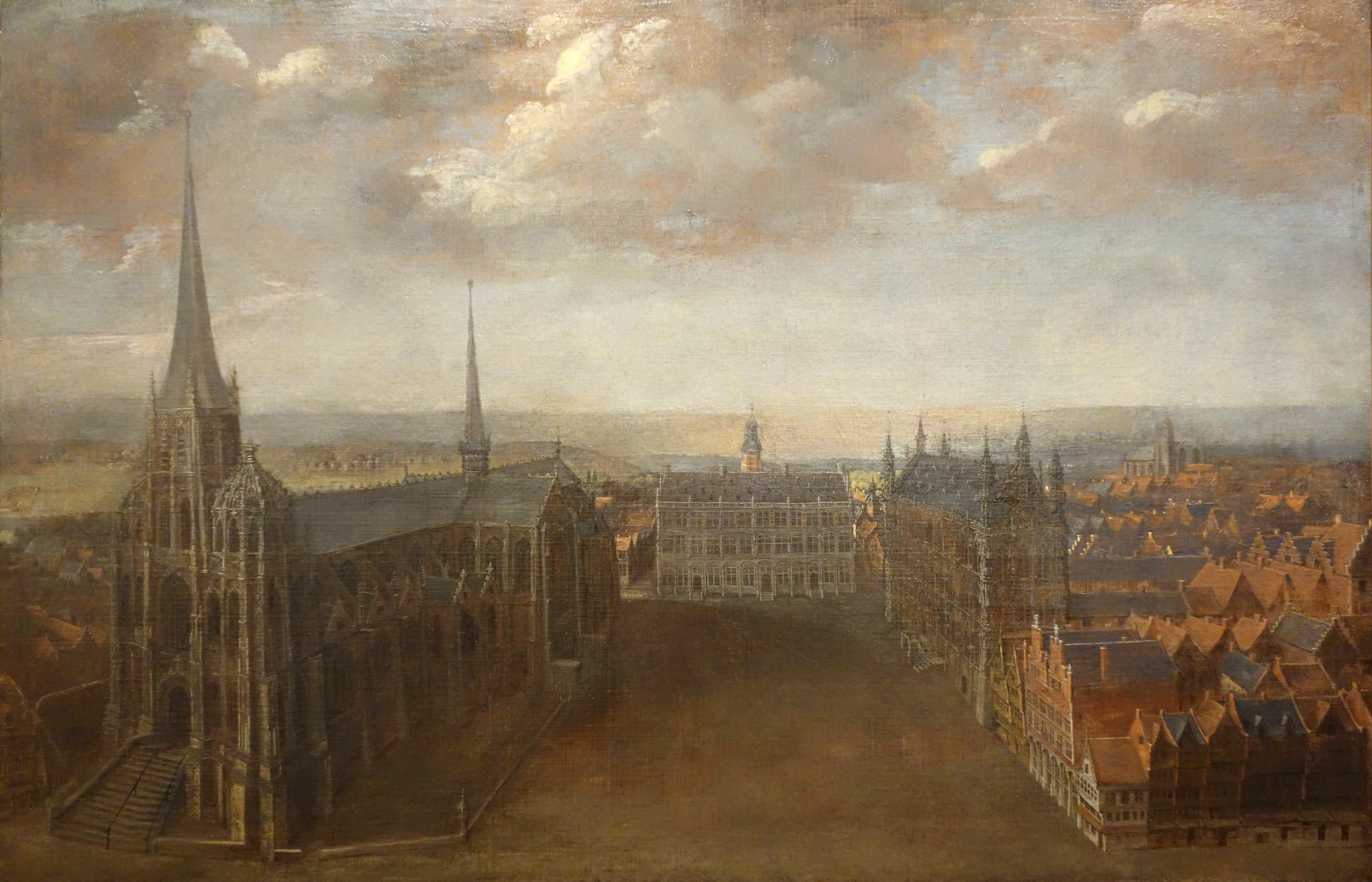
La piazza da un quadro di Wolfgang de Smet, 1665-67

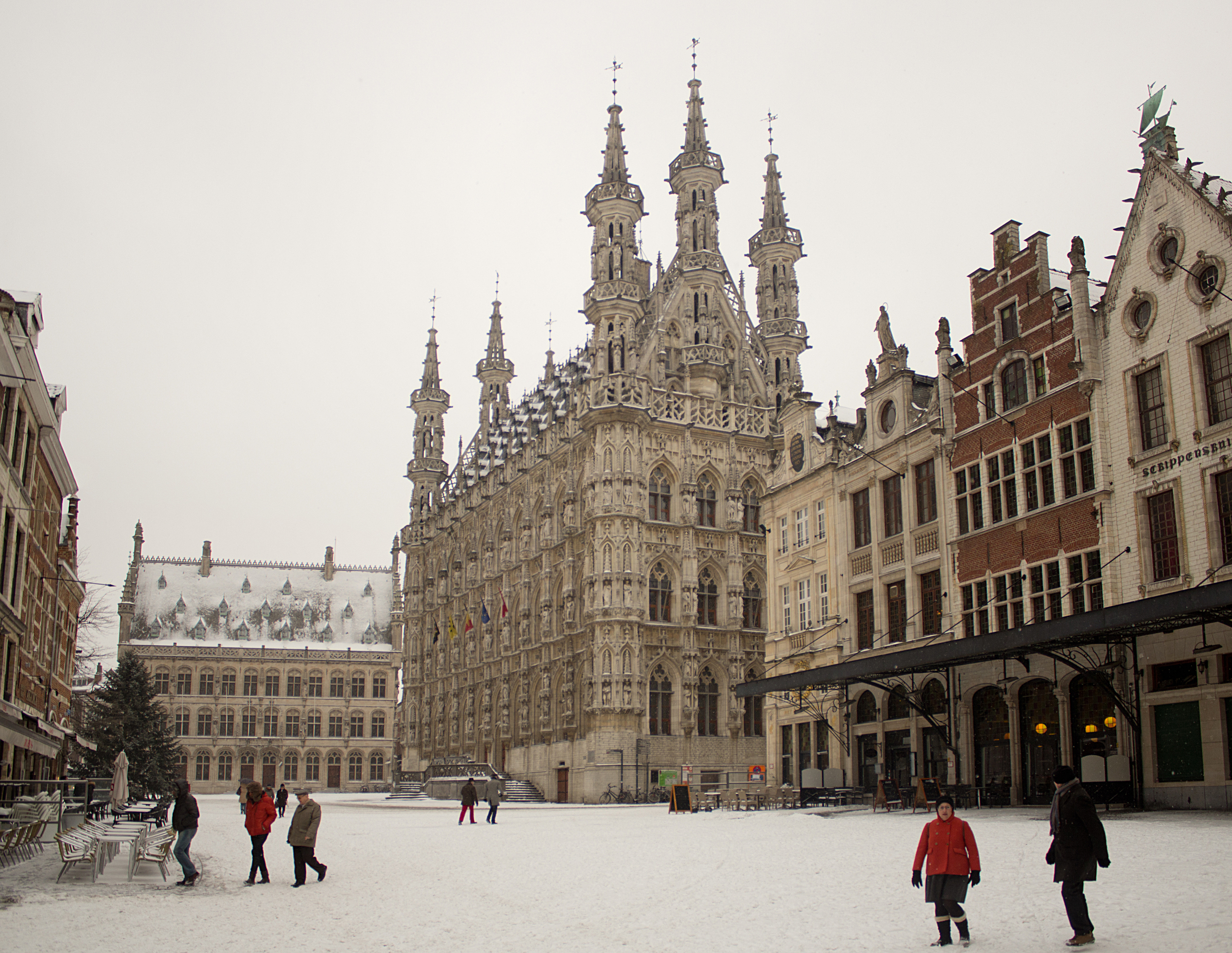
I lati est e sud con la neve.

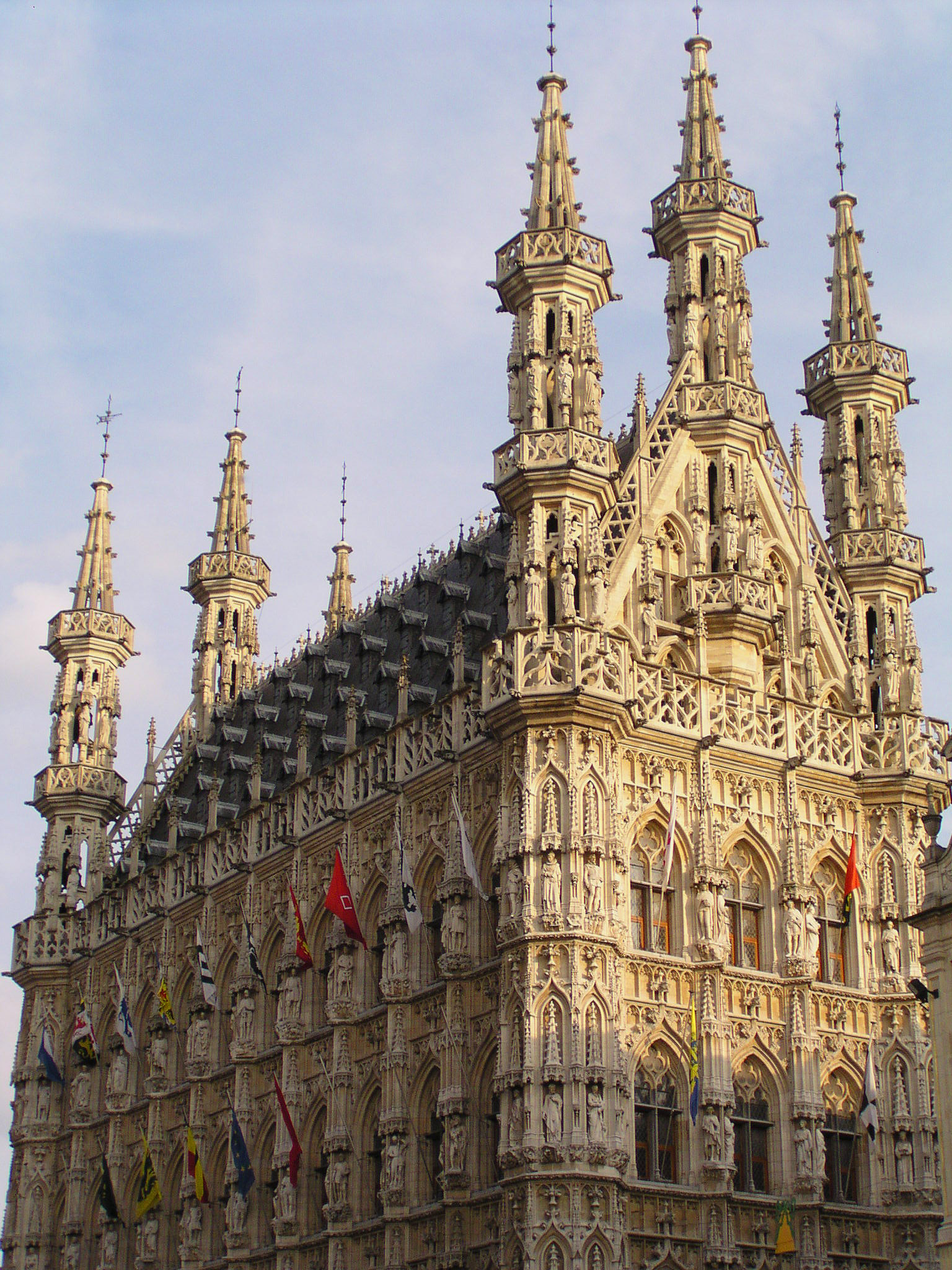
Il Municipio.

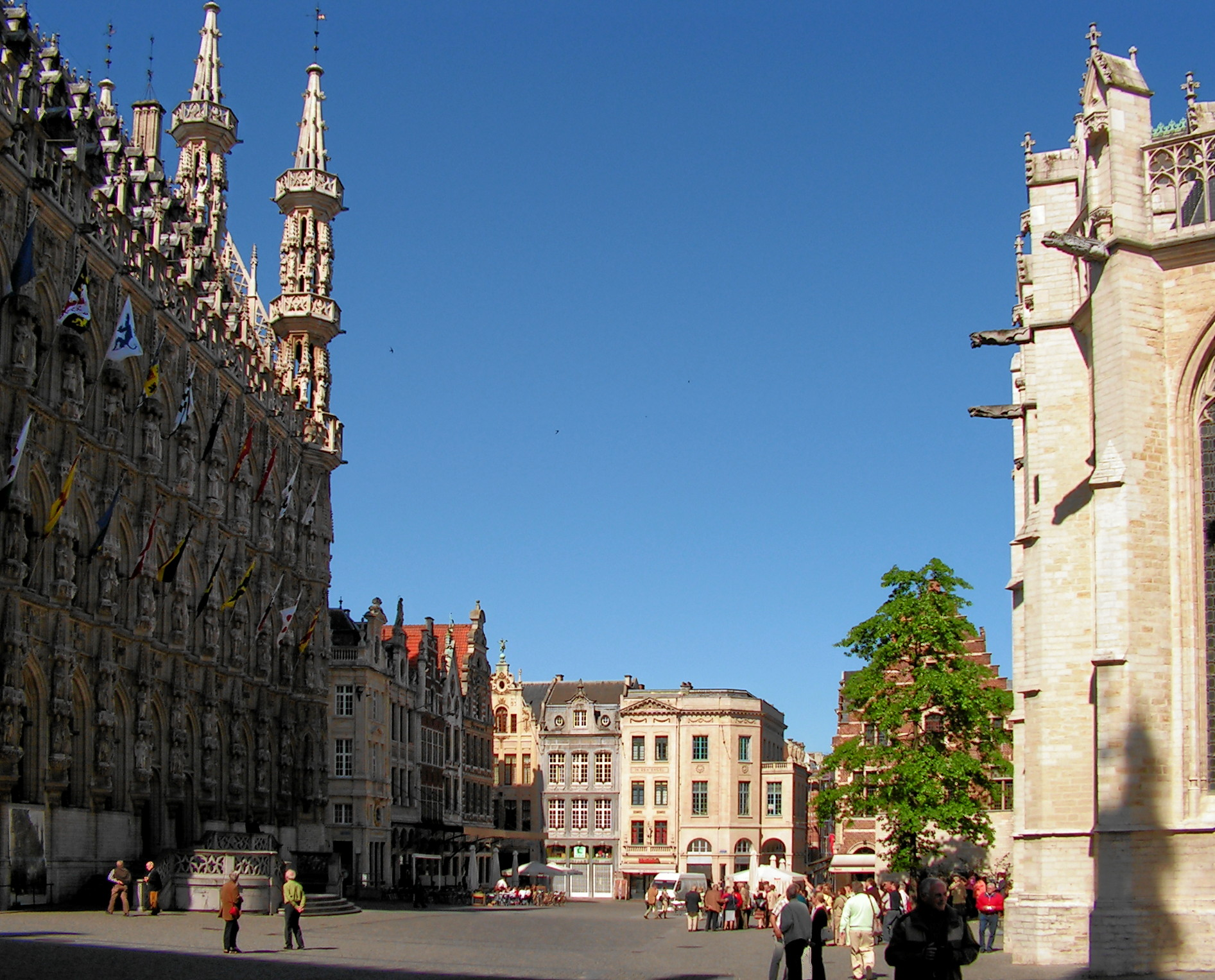
I lati sud e ovest.

Si presenta di forma quadrangolare irregolare, allungata e piuttosto stretta (circa 105 metri x 30), incontro di quattro dei cinque assi principali medievale della città: Mechelsestraat, Tiensestraat, Naamsestraat e Brusselsestraat.
Originariamente nel sito della piazza odierna vi era, sin dall'XI secolo, il cimitero della chiesa di San Pietro che ne circondava interamente l'edificio, allora romanico. Dunque il cimitero si estendeva anche sulle odierne Margarethaplein e Matheus de Layensplein.
Nella parte meridionale del sito vi era la stretta strada lastricata, la Kerkhofweg che univa la Tiensestraat con la Naamse e la Brusselsestraat. Su questo lato sorgeva un complesso eterogeneo formato da palazzi borghesi e mercantili, che nel XIV secolo divennero sede degli uffici giudiziari e amministrativi della città, dando luogo al primo municipio, poi gradualmente esteso, anche attraverso l'acquisto degli edifici vicini.
Nel corso del XV secolo, questa zona venne completamente modificata e "urbanizzata" fino a diventare una Platee (Piazza) tutti gli effetti e assumere le forme odierne. A partire dal 1432-33 si circonda di edifici prestigiosi, religiosi e pubblici, realizzati dai grandi architetti Sulpitius van Vorst, Jan II Keldermans Matthijs de Layens. Infatti, con la fondazione dell'Università nel 1425, Lovanio ebbe un nuovo impulso, nonostante la scomparsa dell'industria tessile e la perdita della residenza ducale in favore di Bruxelles.
Dal 1425 la chiesa di san Pietro viene ricostruita in forme gotiche a partire dal coro, nel 1432-33 il cimitero venne trasferito e il lato sud dell'area venne ricostruito interamente, spingendolo indietro di circa 6-9 metri, con l'edificazione del Municipio tra il 1439 e il 1469.
L'elemento finale di tutto il programma era l'erezione della Tavola Rotonda a chiudere il lato orientale, compiuta tra 1480 e il 1487.
Ne uscì un grandioso complesso gotico brabantino, che se fino ad allora era conosciuto come Sint-Peters kerkckhof (Cortile di San Pietro) o Grooten Kerckhof (Cortile Grande della chiesa) ora assunse il nome "Plaetse". Dalla fine del XVI secolo venne denominato Cleyne Merck (Mercato Piccolo) come distinzione con l'ex Groote Merckt, il nome originario del vicino Mercato Vecchio. La sua denominazione attuale risale presumibilmente al periodo francese.
Nella sua nuova configurazione la piazza era ormai quasi "chiusa", i restanti lati vennero completati con edifici privati. Intorno alla Chiesa di San Pietro sorsero degli edifici che, inizialmente in legno, dette Hallekens, vennero erette a spese della città e donate al Capitolo della chiesa; in seguito vennero rifatti in pietra.
Nel 1817, dopo un lungo periodo d'incuria si decise l'abbattimento della Tavola Rotonda, che venne ricostruita in stile neoclassico nel 1829-32.
Nel 1914, con la prima guerra mondiale, la piazza venne gravemente danneggiata. Il Municipio si salvò in quanto era stato destinato a sede dei Tedeschi, ma intorno alla collegiata restarono solo gli edifici del lato sud-ovest (i numeri attuali 1-4), e i lati sud-ovest della piazza, con le case delle corporazioni, erano stati abbattuti. Andò distrutta anche la nuova Tavola Rotonda neoclassica.
A partire dal 1921-22 gli edifici delle corporazioni vennero ricostruiti in stile eclettico. Dall'altra parte della piazza, sul lato orientale, nel 1927 si procedette alla ricostruzione dell'originale Tavola Rotonda gotica.
Con i restauri della piazza del 1997-98 la zona, fino ad allora nodo del traffico cittadino, divenne in gran parte pedonale.

## Edifici e architettura

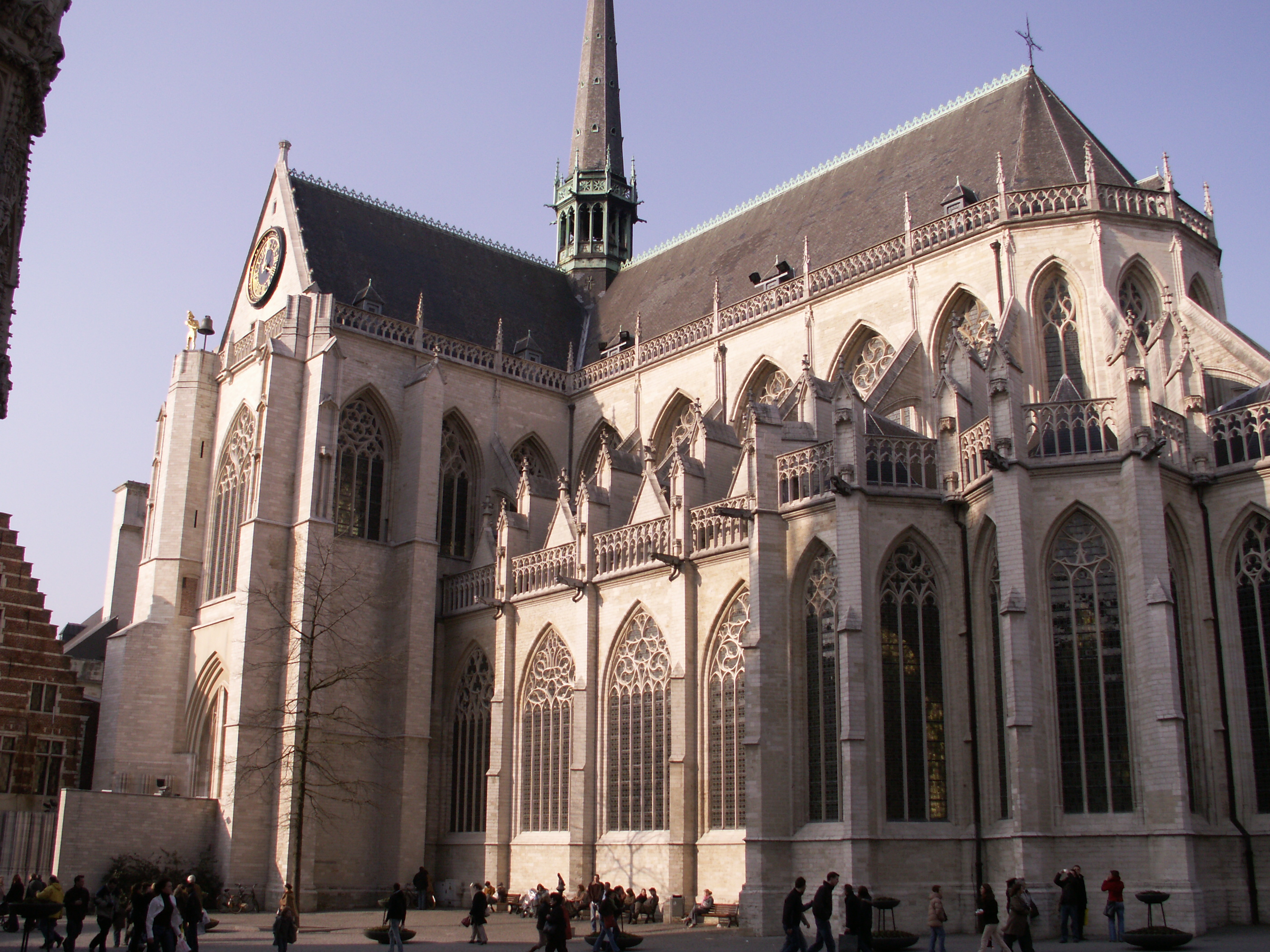
La Collegiata di San Pietro.

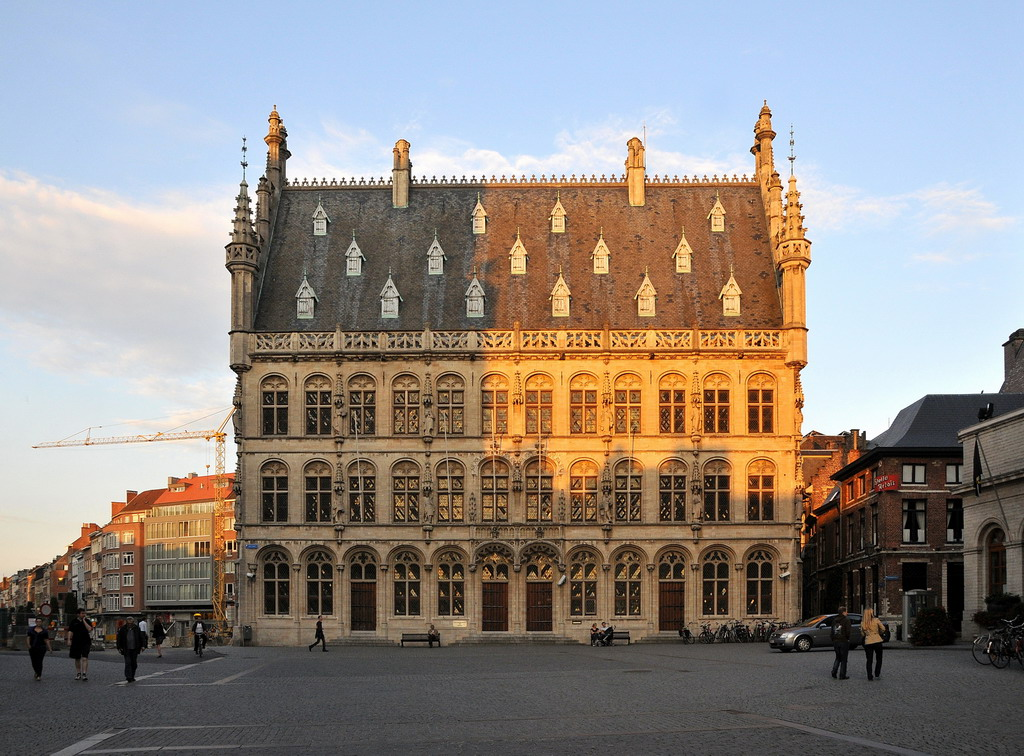
La Tavola Rotonda.

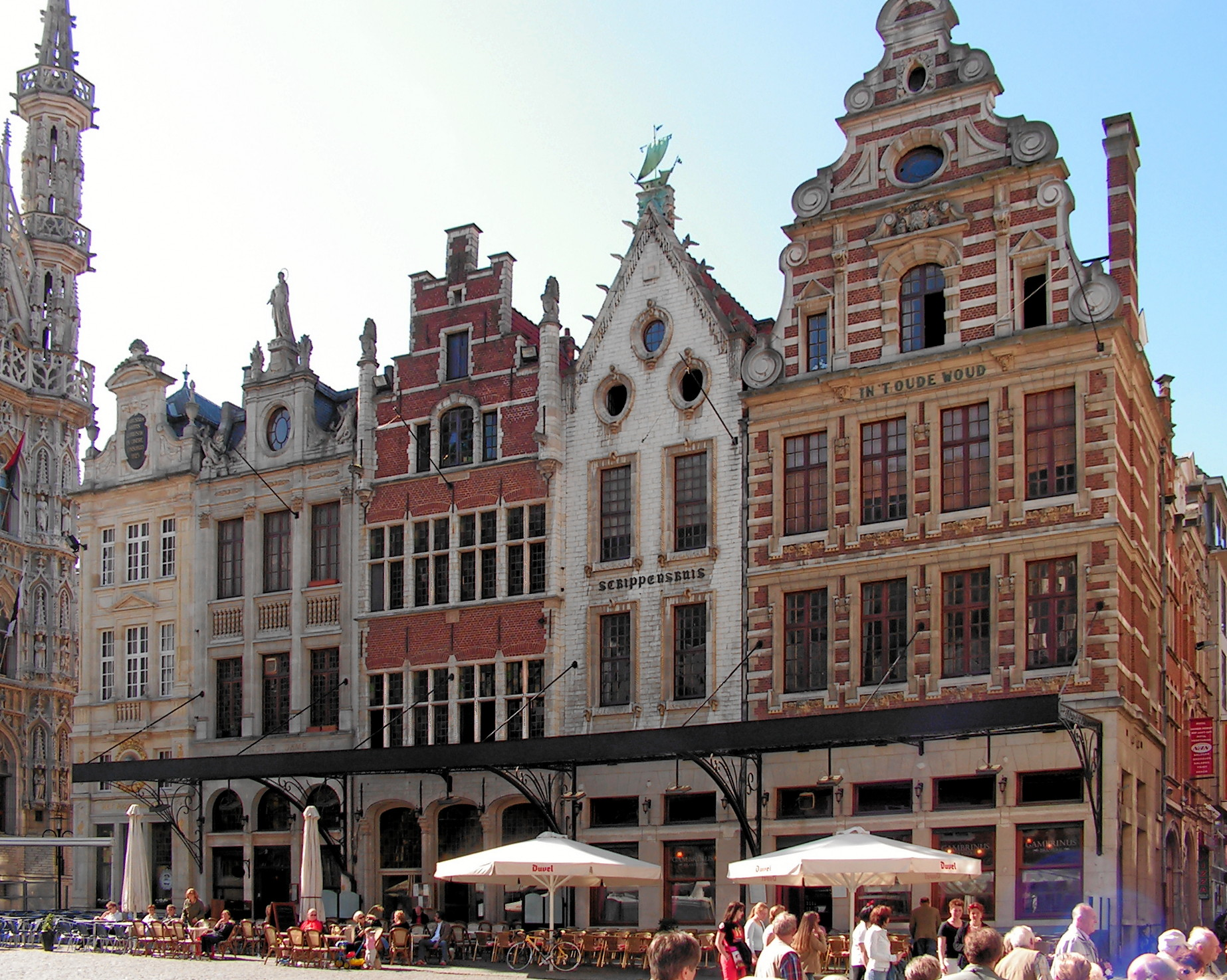
Le antiche case delle Corporazioni.

### Lato settentrionale
Tutto il lato nord è occupato dalla grande mole della Collegiata di San Pietro, la chiesa principale di Lovanio e uno dei massimi capolavori del Gotico brabantino. Venne eretta, partire dal coro, fra il 1425 e il 1497. Originariamente, sulla facciata, dovevano erigersi tre svettanti torri, la centrale delle quali prevista per un'altezza di 170 metri, ma questo progetto rimase incompiuto. 
A ridosso della collegiata si ergono ancora le case anticamente destinate al Capitolo, scampate ai bombardamenti del 1914.

### Lato orientale
Chiude il lato est la celebre Tavola Rotonda, monumentale edificio gotico eretto su progetto di Matthijs de Layens nel 1480-87, demolito nel 1817 e ricostruito fedele all'originale nel 1926-37.

### Lato meridionale
Gran parte del lato sud è dominato dal grandioso Stadhuis, il municipio, capolavoro assoluto dello stile Gotico brabantino, eretto nelle forme di un reliquiario. Fu costruito dal 1448 al 1559 dai più grandi architetti fiamminghi: Sulpitius Van Vorst, Jan II Keldermans e Matthijs de Layens.
Inoltre, sul fianco destro del municipio sorgono belle case, anticamente sedi delle Corporazioni, che distrutte nella prima guerra mondiale vennero rifatte in stile eclettico:
- nº10: Het Moorinneken, Il Moretto, dal busto di una donna africana posto sulla facciata, realizzato dallo scultore Egide Rombaux. L'edificio venne progettato dall'architetto Léon Govaerts e costruito nel 1923 nello stile barocco di Luigi XIV. Fu costruito dalla ex fabbrica di birra Breda, con funzione di ristorazione al piano terra.
- nº11 Huis A Notre Dame. La Casa di Nostra-Signora fu eretta in stile barocco su progetto dell'architetto Léon Govaerts. Nel 1931 fu acquistata dalla ex fabbrica di birra La Vignette.
- nº12: Huis de Moriaen ricostruita nel 1923 nelle forme originali tardogotiche XVI secolo[2]
- nº13: Schippershuis e 't Oude Woud. Le case della Nave e dell'Antica Foresta è una grande dimora doppia che accorpa due edifici, quello all'angolo conserva la facciata del vecchio edificio, fondato nel 1666 in stile barocco. La struttura è stata rifatta nel 1929 da Léon Govaerts che le concepì come unità abitative distinte con una caffetteria al piano terra. Nel 1932 venne acquistata dalla fabbrica di birra Artois.
- nº14 Huis in het Woud, la Casa nella Foresta venne costruita nel 1922 sempre su progetto di Léon  Govaerts. Presenta la facciata rivestita in pietra in stile Luigi XV.